# Президент Южной Осетии
Президент Южной Осетии (осет. Хуссар Ирыстоны президент) — высшая государственная должность в частично признанной Республике Южная Осетия, а также лицо, избранное на эту должность. Осуществляет государственную власть в Республике Южная Осетия, является главой государства и главой исполнительной власти.
Президент Республики Южная Осетия не может быть депутатом Парламента Республики Южная Осетия, занимать другие должности в государственных органах, предпринимательских структурах.

## Полномочия
Согласно ст. 50 Конституции Республики Южная Осетия, Президент Южной Осетии:
1. осуществляет общее руководство внешней и внутренней политикой;
2. руководит органами исполнительной власти, может председательствовать на заседаниях Правительства Южной Осетии;
3. утверждает структуру Правительства Южной Осетии;
4. назначает на должность Председателя Правительства Южной Осетии с согласия Парламента Южной Осетии и освобождает от должности, уведомив Парламент Южной Осетии;
5. назначает Председателя Правительства Южной Осетии своим Указом в случае трехкратного отклонения Парламентом Южной Осетии представленных кандидатур на должность Председателя Правительства Южной Осетии, при этом одну и туже кандидатуру представляет не более двух раз;
6. назначает на должность и освобождает от должности членов Правительства Южной Осетии и руководителей республиканских исполнительных органов;
7. назначает на должность и освобождает от должности глав администраций города и районов по согласованию с соответствующими Советами депутатов;
8. образует, формирует, реорганизует Администрацию Президента Южной Осетии и Правительства Южной Осетии;
9. образует, упраздняет и реорганизует республиканские исполнительные органы, не входящие в состав Правительства Южной Осетии;
10. вправе по собственной инициативе принять решение об отставке Правительства Южной Осетии или освободить от должности любого его члена;
11. назначает выборы в Парламент Южной Осетии;
12. вправе распустить Парламент Южной Осетии в случаях, предусмотренных Конституцией Республики Южная Осетия;
13. имеет право требовать созыва внеочередных и чрезвычайных заседаний Парламента Южной Осетии;
14. назначает референдум в порядке, установленном конституционным законом;
15. подписывает и обнародует законы;
16. обладает правом законодательной инициативы;
17. обращается с ежегодными посланиями к народу и Парламенту Южной Осетии;
18. ведет переговоры и подписывает межгосударственные и международные договоры и соглашения Южной Осетии;
19. представляет в Парламент Южной Осетии кандидатуры для назначения на должность Председателя, заместителей Председателя и судей Верховного Суда, Председателя, заместителей Председателя и судей Высшего Арбитражного Суда Южной Осетии, председателя и судей городского и районных судов Южной Осетии;
20. назначает двух судей Конституционного Суда Южной Осетии; третьего судью Конституционного Суда Южной Осетии назначает с согласия Парламента Республики Южная Осетия;
21. представляет в Парламент Южной Осетии для назначения на должность и освобождения от должности кандидатуры Генерального прокурора Южной Осетии и Председателя Национального банка Южной Осетии.
22. Назначает на должность и освобождает от должности полномочных представителей Южной Осетии;
23. приостанавливает или отменяет действие нормативных и иных правовых актов органов исполнительной власти, если они противоречат Конституции Южной Осетии и действующему законодательству;
24. назначает председателя Пенсионного фонда Южной Осетии и председателя Правления Сберегательного банка Южной Осетии;
25. формирует и возглавляет Совет безопасности;
26. является Главнокомандующим Вооруженными Силами Южной Осетии;
27. утверждает военную доктрину Южной Осетии;
28. назначает и освобождает от должностей высшее командование Вооруженных Сил Южной Осетии;
29. вводит и отменяет военное или чрезвычайное положение на территории Южной Осетии или отдельных её местностях в порядке, установленном законами Южной Осетии, с незамедлительным сообщением об этом Парламенту Южной Осетии;
30. устанавливает государственные праздники и праздничные дни;
31. награждает государственными наградами, присваивает почётные, специальные и высшие воинские звания;
32. решает вопросы гражданства;
33. осуществляет помилование;
34. утверждает концепции государственного экономического, социального, культурного и национального развития Южной Осетии;
35. обладает иными полномочиями, предусмотренными Конституцией и законами Южной Осетии.

## Порядок избрания и прекращения полномочий
Президентом Республики Южная Осетия может быть избран гражданин Республики Южная Осетия не моложе 35 лет, обладающий избирательным правом, владеющий государственными языками и проживающий на территории Республики Южная Осетия не менее последних 10 лет. Президент избирается сроком на 5 лет на основе всеобщего, равного и прямого избирательного права при тайном голосовании. Одно и то же лицо не может быть президентом Южной Осетии более двух сроков подряд.
Президент Южной Осетии прекращает исполнение полномочий досрочно в случае:
1. отрешения от должности;
2. отставки по собственному заявлению;
3. стойкой неспособности исполнения своих полномочий по состоянию здоровья.

Выборы Президента Южной Осетии должны состояться не позднее двух месяцев со дня досрочного прекращения исполнения полномочий бывшим главой государства. Если Президент Южной Осетии не в состоянии исполнять свои обязанности, их временно исполняет Председатель Правительства Южной Осетии, в случае невозможности осуществления данной нормы — Председатель Парламента Южной Осетии. Исполняющий обязанности Президента Республики Южная Осетия не имеет права ставить вопрос о роспуске Парламента Южной Осетии, назначать референдум, а также вносить предложения об изменениях и дополнениях в Конституцию Южной Осетии.

## Президенты Южной Осетии
| №    | Фото | Президент        | Срок президентства | Срок президентства | Партийность   |
| ---- | ---- | ---------------- | ------------------ | ------------------ | ------------- |
| 1    |      | Людвиг Чибиров   | 27 ноября 1996     | 18 декабря 2001    | Беспартийный  |
| 2    |      | Эдуард Кокойты   | 18 декабря 2001    | 10 декабря 2011    | Единство      |
| и.о. |      | Вадим Бровцев    | 11 декабря 2011    | 19 апреля 2012     | Беспартийный  |
| 3    |      | Леонид Тибилов   | 19 апреля 2012     | 21 апреля 2017     | Беспартийный  |
| 4    |      | Анатолий Бибилов | 21 апреля 2017     | 24 мая 2022        | Единая Осетия |
| 5    |      | Алан Гаглоев     | 24 мая 2022        | действующий        | Ныхас         |